# Сейсмічність Болгарії
Територія Болгарії — характеризується підвищеною сейсмічністю.

## Загальна характеристика
Територія Болгарії є частиною активної в сейсмічному відношенні області Балканського п-ова, що входить до складу Середземноморського геосинклінального поясу.
На території Болгарії є два райони з 10-бальною сейсмічністю. Очікується, що один з них, зона Каліакра, незабаром проявить свою активність. Де саме регіонально проявляться нові поштовхи — наразі сказати важко. Мис Каліакра лежить на березі Чорного моря, за 100 кілометрів на північ від міста Варни. За прогнозами деяких вчених-сейсмологів, Болгарію чекає 10-бальний землетрус, який може зачепити і Україну.

## Землетруси у минулі століття
Починаючи з 1900 року, в Болгарії зареєстровано 12 руйнівних землетрусів. Один з них стався 4 березня 1977 року та відомий як Свіштовський землетрус. В результаті землетрусу у місті Свіштові (неподалік Зимнича) було зруйновано три житлові будинки, загинуло понад 100 людей.

## Землетруси XXI століття

### 2009
5 серпня 2009 року, біля берегів Болгарії і Румунії стався помірний (за шкалою інтенсивності МSK-64) землетрус магнітудою 5,2 бала (за шкалою Ріхтера). Трохи інші дані по силі землетрусу були заявлені Геологічної служби США — 4,7 бала (за шкалою Ріхтера). Епіцентр землетрусу лежав у Чорному морі, приблизно за 60 км на схід від міста Варни.

### 2011
13 квітня 2011 року, о 07:42 (за місцевим часом), на території Болгарії було зареєстровано ледве відчутний (за шкалою інтенсивності МSK-64) землетрус силою 2,8 бала (за шкалою Ріхтера). За повідомленням Європейського середземноморського сейсмологічного центру (ЄССЦ), епіцентр землетрусу був за 89 км на південь від м. Софії, за 15 км на південь від Благоєвграда і за 3 км на схід від Симитлі. Осередок підземних поштовхів залягав на глибині 2 км.

### 2012
22 травня 2012 року, о 02:58 (за місцевим часом), в Болгарії стався помірний (за шкалою інтенсивності МSK-64) землетрус магнітудою 5,8—5,9 бала (за шкалою Ріхтера). За повідомленням сейсмологів, епіцентр землетрусу був розташований за 24 км на захід від м. Софії та за 10 км від м. Перник. Гіпоцентр підземних поштовхів залягав на глибині 9,5 км. За першим потужним поштовхом відбулося більше 10 слабких афтершоків. Як повідомлялося, землетрусу такої сили поблизу міста Софії не було з 1917 року.

### 2013
9 квітня 2013 року у Болгарії сталося чотири послідовні відчутні (за шкалою інтенсивності МSK-64) землетруси магнітудою до 3,4 бала (за шкалою Ріхтера). За повідомленням Національного інституту геофізики, геодезії та географії при Болгарській академії наук (БАН), землетруси викликали тривогу в мешканців міста Тополовград і навколишніх сіл, які перебували найближче до епіцентру.

### 2023
7 червня 2023 року, о 15:26 (зам місцевим часом), у Болгарії стався сильно відчутний (за шкалою інтенсивності МSK-64) землетрус силою 4,9 бала (за шкалою Ріхтера). Згідно з аналізом, який провів Європейський середземноморський сейсмологічний центр (ЄССЦ), епіцентр зпемлетрусу був за 17 км на схід від Пловдіва. Близькість землетрусу до Греції мала ефект VW (сейсмічних хвиль, що поширилися), що відчувалося в декількох прилеглих районах на півночі країни, в основному у Фракії.

### 2024
18 серпня 2024 року у центральній частині Болгарії зафіксовано ледве відчутний (за шкалою інтенсивності МSK-64) землетрус силою від 2,7 бала (за шкалою Ріхтера). За даними Національного інституту геофізики, геодезії і географії при Болгарській академії наук (БАН), епіцентр землетрусу був на схід від міста Симитлі Благоєвградської області, з гіпоцентром на глибині понад 4 км.